# Titan Entertainment Group
Die Titan Entertainment Group ist ein britischer Buch- und Comicverlag sowie Betreiber von Comicläden. Der Hauptsitz ist in London.

## Geschichte
Mitte der 1970er Jahre gründete Nick Landau einen Vertrieb für US-Comics mit dem Namen Titan Distributors. Nach dem Wegfall einiger Verkaufsstellen eröffnete er 1978 seinen ersten Comicladen Forbidden Planet in der Londoner Denmark Street. Der Laden mit seinem Programm aus Comics, Figuren, Science-Fiction-Literatur und Merchandise war ein Erfolg und er expandierte in neue Standorte, rund 20 Läden entstanden im Vereinigten Königreich sowie einzelne in New York City, Rom und Belfast.
1982 gründete er die Titan Publishing Group. Hier erschienen in der Edition Titan Books Comics und Filmbegleitbücher. 1995 entstand Titan Magazines, hier erschienen lizenzierte Comic-Heftserien wie Die Simpsons und Fan-Magazine zu Star Wars oder Star Trek.
2011 erschien Titan Merchandise, eine Marke für Figuren aus Film und Comic wie Star Wars, Star Trek und Alien.
2012 wurde die Titan Comics-Marke eingeführt, mit Serien wie Doctor Who, Tank Girl, Assassin’s Creed oder Blade Runner-Comics.